# Alexandre Oukidja
Alexandre Oukidja (Nevers, 19 luglio 1988) è un calciatore algerino, portiere dell'IMT Belgrado e della nazionale algerina, con cui si è laureato campione d’Africa nel 2019.

## Carriera

### Club
Nel 2012 Oukidja passa in prestito biennale ai belgi del Mouscron-Péruwelz, formazione militante in seconda divisione. Al termine della seconda stagione in Belgio, il Mouscron è promosso in Pro League, ma Oukidja rifiuta il rinnovo offertogli.
Nell'agosto 2014, svincolatosi dal Mouscron, Oukidja si lega ai francesi dello Strasburgo, all'epoca militante in Championnat National.
L'11 giugno 2018 Oukidja passa a titolo definitivo al Metz, appena retrocesso in Ligue 2, con cui firma un contratto triennale.

### Nazionale
Dopo aver ottenuto la cittadinanza algerina nel 2017, nel settembre 2018 viene convocato per la prima volta in nazionale maggiore per un match di qualificazione alla Coppa d'Africa 2019. Nel 2019 viene quindi convocato come portiere di riserva per la rassegna continentale africana in Egitto, torneo che si conclude con la vittoria dell'Algeria.

## Statistiche

### Presenze e reti nei club
Statistiche aggiornate al 7 giugno 2023.
| Stagione          | Squadra           | Campionato        | Campionato | Campionato | Coppe nazionali | Coppe nazionali | Coppe nazionali | Coppe continentali | Coppe continentali | Coppe continentali | Altre coppe | Altre coppe | Altre coppe | Totale | Totale |
| Stagione          | Squadra           | Comp              | Pres       | Reti       | Comp            | Pres            | Reti            | Comp               | Pres               | Reti               | Comp        | Pres        | Reti        | Pres   | Reti   |
| ----------------- | ----------------- | ----------------- | ---------- | ---------- | --------------- | --------------- | --------------- | ------------------ | ------------------ | ------------------ | ----------- | ----------- | ----------- | ------ | ------ |
| 2016-2017         | Strasburgo        | L2                | 36         | -44        | CF+CdL          | 0+0             | 0+0             | -                  | -                  | -                  | -           | -           | -           | 36     | -44    |
| 2017-2018         | Strasburgo        | L1                | 17         | -29        | CF+CdL          | 2+2             | -2 + -4         | -                  | -                  | -                  | -           | -           | -           | 21     | -35    |
| Totale Strasburgo | Totale Strasburgo | Totale Strasburgo | 53         | -73        |                 | 4               | -6              |                    | -                  | -                  |             | -           | -           | 57     | -79    |
| 2018-2019         | Metz              | L2                | 38         | -23        | CF+CdL          | 0+0             | 0+0             | -                  | -                  | -                  | -           | -           | -           | 38     | -23    |
| 2019-2020         | Metz              | L1                | 27         | -31        | CF+CdL          | -               | -               | -                  | -                  | -                  | -           | -           | -           | 27     | -31    |
| 2020-2021         | Metz              | L1                | 34         | -38        | CF              | 1               | 0               | -                  | -                  | -                  | -           | -           | -           | 35     | -38    |
| 2021-2022         | Metz              | L1                | 21         | -39        | CF              | -               | -               | -                  | -                  | -                  | -           | -           | -           | 21     | -39    |
| 2022-2023         | Metz              | L2                | 34         | -21        | CF              | 3               | -3              | -                  | -                  | -                  | -           | -           | -           | 37     | -24    |
| Totale Metz       | Totale Metz       | Totale Metz       | 154        | -152       |                 | 4               | -3              |                    | -                  | -                  |             | -           | -           | 158    | -155   |
| Totale carriera   | Totale carriera   | Totale carriera   | 207        | -225       |                 | 8               | -9              |                    | -                  | -                  |             | -           | -           | 215    | -234   |

### Cronologia presenze e reti in nazionale
| Cronologia completa delle presenze e delle reti in nazionale ― Algeria | Cronologia completa delle presenze e delle reti in nazionale ― Algeria | Cronologia completa delle presenze e delle reti in nazionale ― Algeria | Cronologia completa delle presenze e delle reti in nazionale ― Algeria | Cronologia completa delle presenze e delle reti in nazionale ― Algeria | Cronologia completa delle presenze e delle reti in nazionale ― Algeria | Cronologia completa delle presenze e delle reti in nazionale ― Algeria | Cronologia completa delle presenze e delle reti in nazionale ― Algeria |
| Data                                                                   | Città                                                                  | In casa                                                                | Risultato                                                              | Ospiti                                                                 | Competizione                                                           | Reti                                                                   | Note                                                                   |
| ---------------------------------------------------------------------- | ---------------------------------------------------------------------- | ---------------------------------------------------------------------- | ---------------------------------------------------------------------- | ---------------------------------------------------------------------- | ---------------------------------------------------------------------- | ---------------------------------------------------------------------- | ---------------------------------------------------------------------- |
| 26-3-2019                                                              | Blida                                                                  | Algeria                                                                | 1 – 0                                                                  | Tunisia                                                                | Amichevole                                                             | -                                                                      |                                                                        |
| 10-10-2019                                                             | Blida                                                                  | Algeria                                                                | 1 – 1                                                                  | RD del Congo                                                           | Amichevole                                                             | -                                                                      | 46’                                                                    |
| 9-10-2020                                                              | Sankt Veit an der Glan                                                 | Nigeria                                                                | 0 – 1                                                                  | Algeria                                                                | Amichevole                                                             | -                                                                      |                                                                        |
| 29-3-2021                                                              | Blida                                                                  | Algeria                                                                | 5 – 0                                                                  | Botswana                                                               | Qual. Coppa d'Africa 2021                                              | -                                                                      |                                                                        |
| 3-6-2021                                                               | Blida                                                                  | Algeria                                                                | 4 – 1                                                                  | Mauritania                                                             | Amichevole                                                             | -1                                                                     |                                                                        |
| 12-11-2021                                                             | Il Cairo                                                               | Gibuti                                                                 | 0 – 4                                                                  | Algeria                                                                | Qual. Mondiali 2022                                                    | -                                                                      |                                                                        |
| 14-11-2024                                                             | Malabo                                                                 | Guinea Equatoriale                                                     | 0 – 0                                                                  | Algeria                                                                | Qual. Coppa d'Africa 2025                                              | -                                                                      |                                                                        |
| Totale                                                                 |                                                                        | Presenze                                                               | 7                                                                      |                                                                        | Reti                                                                   | -1                                                                     |                                                                        |

## Palmarès

### Club

#### Competizioni nazionali
- Ligue 2: 2

Strasburgo: 2016-2017
Metz: 2018-2019
- Championnat National: 1

Strasburgo: 2015-2016

### Nazionale
- Coppa d'Africa: 1

Egitto 2019